# Étoile de Bessèges 2021
L'Étoile de Bessèges 2021, cinquantunesima edizione della corsa e valevole come prova dell'UCI Europe Tour 2021 categoria 2.1, si svolse in cinque tappe dal 3 al 7 febbraio 2021 su un percorso di 617,3 km, con partenza da Bellegarde e arrivo a Alès, in Francia. La vittoria fu appannaggio del belga Tim Wellens, che completò il percorso in 13h56'23", alla media di 44,2843 km/h, precedendo il polacco Michał Kwiatkowski ed il tedesco Nils Politt.
Sul traguardo di Alès 135 ciclisti, su 145 partiti da Bellegarde, portarono a termine la competizione. Alla partenza di Bellegarde, a causa di un sospetto positivo di SARS-CoV-2, i 7 atleti iscritti per la formazione Sport Vlaanderen-Baloise non presero il via.

## Tappe
| Tappa  | Data       | Percorso                        | km    | Vincitore di tappa | Leader cl. generale |
| ------ | ---------- | ------------------------------- | ----- | ------------------ | ------------------- |
| 1ª     | 3 febbraio | Bellegarde > Bellegarde         | 143,6 | Christophe Laporte | Christophe Laporte  |
| 2ª     | 4 febbraio | Saint-Geniès > La Calmette      | 153,8 | Timothy Dupont     | Christophe Laporte  |
| 3ª     | 5 febbraio | Bessèges > Bessèges             | 156,9 | Tim Wellens        | Tim Wellens         |
| 4ª     | 6 febbraio | Rousson > Saint-Siffret         | 152   | Filippo Ganna      | Tim Wellens         |
| 5ª     | 7 febbraio | Alès > Alès (cron. individuale) | 11    | Filippo Ganna      | Tim Wellens         |
| Totale | Totale     | Totale                          | 617,3 |                    |                     |

## Squadre e corridori partecipanti
| N.      | Cod. | Squadra                |
| ------- | ---- | ---------------------- |
| 1-7     | ACT  | AG2R Citroën Team      |
| 11-17   | IGD  | Ineos Grenadiers       |
| 21-27   | TFS  | Trek-Segafredo         |
| 31-37   | GFC  | Groupama-FDJ           |
| 41-47   | EFN  | EF Education-Nippo     |
| 51-57   | TDE  | Total Direct Énergie   |
| 61-67   | LTS  | Lotto Soudal           |
| 71-77   | BOH  | Bora-Hansgrohe         |
| 81-87   | ARK  | Team Arkéa-Samsic      |
| 91-97   | ISN  | Israel Start-Up Nation |
| 101-107 | COF  | Cofidis                |

| N.      | Cod. | Squadra                         |
| ------- | ---- | ------------------------------- |
| 111-117 | IWG  | Intermarché-Wanty-Gobert        |
| 121-127 | TQA  | Team Qhubeka Assos              |
| 131-137 | BBK  | B&B Hotels                      |
| 141-147 | AFC  | Alpecin-Fenix                   |
| 151-157 | SVB  | Sport Vlaanderen-Baloise        |
| 161-167 | DKO  | Delko                           |
| 171-177 | BWB  | Bingoal WB                      |
| 181-187 | AUB  | St Michel-Auber 93              |
| 191-197 | EKP  | Equipo Kern Pharma              |
| 201-207 | XRL  | Xelliss-Roubaix Lille Métropole |
| 201-207 | CCA  | Cambodia Cycling Academy        |

## Dettagli delle tappe

### 1ª tappa
- 3 febbraio: Bellegarde > Bellegarde – 141 km

Risultati
| Pos. | Corridore          | Squadra | Tempo    |
| ---- | ------------------ | ------- | -------- |
| 1    | Christophe Laporte | Cofidis | 3h14'32" |
| 2    | Nacer Bouhanni     | Arkéa   | s.t.     |
| 3    | Mads Pedersen      | Trek    | a 2"     |

| Pos. | Corridore          | Squadra | Tempo    |
| ---- | ------------------ | ------- | -------- |
| 1    | Christophe Laporte | Cofidis | 3h14'22" |
| 2    | Nacer Bouhanni     | Arkéa   | a 4"     |
| 3    | Mads Pedersen      | Trek    | a 8"     |

### 2ª tappa
- 4 febbraio: Saint-Geniès > La Calmette – 154 km

Risultati
| Pos. | Corridore       | Squadra | Tempo    |
| ---- | --------------- | ------- | -------- |
| 1    | Timothy Dupont  | Bingoal | 3h35'15" |
| 2    | Pierre Barbier  | Delko   | s.t.     |
| 3    | Giacomo Nizzolo | Qhubeka | s.t.     |

| Pos. | Corridore          | Squadra | Tempo    |
| ---- | ------------------ | ------- | -------- |
| 1    | Christophe Laporte | Cofidis | 6h49'37" |
| 2    | Timothy Dupont     | Bingoal | a 2"     |
| 3    | Nacer Bouhanni     | Arkéa   | a 4"     |

### 3ª tappa
- 5 febbraio: Bessèges > Bessèges – 156,9 km

Risultati
| Pos. | Corridore        | Squadra | Tempo    |
| ---- | ---------------- | ------- | -------- |
| 1    | Tim Wellens      | Lotto   | 3h28'02" |
| 2    | Edward Theuns    | Trek    | a 37"    |
| 3    | M. Würtz Schmidt | Israel  | s.t.     |

| Pos. | Corridore        | Squadra | Tempo     |
| ---- | ---------------- | ------- | --------- |
| 1    | Tim Wellens      | Lotto   | 10h37'38" |
| 2    | Edward Theuns    | Trek    | a 44"     |
| 3    | M. Würtz Schmidt | Israel  | a 46"     |

### 4ª tappa
- 6 febbraio: Rousson > Saint-Siffret – 152 km

Risultati
| Pos. | Corridore          | Squadra | Tempo    |
| ---- | ------------------ | ------- | -------- |
| 1    | Filippo Ganna      | Ineos   | 3h22'57" |
| 2    | Christophe Laporte | Cofidis | a 17"    |
| 3    | Pascal Ackermann   | Bora    | s.t.     |

| Pos. | Corridore        | Squadra | Tempo     |
| ---- | ---------------- | ------- | --------- |
| 1    | Tim Wellens      | Lotto   | 13h40'54" |
| 2    | Edward Theuns    | Trek    | a 44"     |
| 3    | M. Würtz Schmidt | Israel  | a 46"     |

### 5ª tappa
- 7 febbraio: Alès > Alès – cronometro individuale - 11 km

Risultati
| Pos. | Corridore       | Squadra  | Tempo  |
| ---- | --------------- | -------- | ------ |
| 1    | Filippo Ganna   | Ineos    | 15'00" |
| 2    | Benjamin Thomas | Groupama | a 10"  |
| 3    | Ethan Hayter    | Ineos    | a 21"  |

| Pos. | Corridore          | Squadra | Tempo     |
| ---- | ------------------ | ------- | --------- |
| 1    | Tim Wellens        | Lotto   | 13h56'23" |
| 2    | Michał Kwiatkowski | Ineos   | a 53"     |
| 3    | Nils Politt        | Bora    | a 59"     |

## Evoluzione delle classifiche
| Tappa              | Vincitore          | Classifica generale Maglia ocra | Classifica a punti Maglia gialla | Classifica scalatori Maglia azzurra | Classifica giovani Maglia bianca | Classifica a squadre |
| ------------------ | ------------------ | ------------------------------- | -------------------------------- | ----------------------------------- | -------------------------------- | -------------------- |
| 1ª                 | Christophe Laporte | Christophe Laporte              | Christophe Laporte               | Alexandre Delettre                  | Jordi Meeus                      | Team Arkéa-Samsic    |
| 2ª                 | Timothy Dupont     | Christophe Laporte              | Christophe Laporte               | Alexandre Delettre                  | Jake Stewart                     | Team Arkéa-Samsic    |
| 3ª                 | Tim Wellens        | Tim Wellens                     | Christophe Laporte               | Alexandre Delettre                  | Jake Stewart                     | Lotto Soudal         |
| 4ª                 | Filippo Ganna      | Tim Wellens                     | Christophe Laporte               | Alexandre Delettre                  | Jake Stewart                     | Lotto Soudal         |
| 5ª                 | Filippo Ganna      | Tim Wellens                     | Christophe Laporte               | Alexandre Delettre                  | Jake Stewart                     | Lotto Soudal         |
| Classifiche finali | Classifiche finali | Tim Wellens                     | Christophe Laporte               | Alexandre Delettre                  | Jake Stewart                     | Lotto Soudal         |

Maglie indossate da altri ciclisti in caso di due o più maglie vinte
- Nella 2ª e 3ª tappa Nacer Bouhanni ha indossato la maglia gialla al posto di Christophe Laporte.

## Classifiche finali

### Classifica generale - Maglia ocra
| Pos. | Corridore          | Squadra     | Tempo     |
| ---- | ------------------ | ----------- | --------- |
| 1    | Tim Wellens        | Lotto       | 13h56'23" |
| 2    | Michał Kwiatkowski | Ineos       | a 53"     |
| 3    | Nils Politt        | Bora        | a 59"     |
| 4    | Jake Stewart       | Groupama    | a 1'02"   |
| 5    | M. Würtz Schmidt   | Israel      | a 1'19"   |
| 6    | Michael Gogl       | Qhubeka     | a 1'24"   |
| 7    | Greg Van Avermaet  | AG2R        | a 1'25"   |
| 8    | Edward Theuns      | Trek        | a 1'36"   |
| 9    | Clément Carisey    | Delko       | a 1'41"   |
| 10   | Odd C. Eiking      | Intermarché | a 1'45"   |

### Classifica a punti - Maglia gialla
| Pos. | Corridore          | Squadra | Punti |
| ---- | ------------------ | ------- | ----- |
| 1    | Christophe Laporte | Cofidis | 69    |
| 2    | Filippo Ganna      | Ineos   | 56    |
| 3    | Tim Wellens        | Lotto   | 49    |
| 4    | Michał Kwiatkowski | Ineos   | 32    |
| 5    | Edward Theuns      | Trek    | 31    |

### Classifica scalatori - Maglia azzurra
| Pos. | Corridore          | Squadra | Punti |
| ---- | ------------------ | ------- | ----- |
| 1    | Alexandre Delettre | Delko   | 28    |
| 2    | Ludovic Robeet     | Bingoal | 18    |
| 3    | Tim Wellens        | Lotto   | 14    |
| 4    | Michał Kwiatkowski | Ineos   | 10    |
| 5    | Ethan Hayter       | Ineos   | 10    |

### Classifica giovani - Maglia bianca
| Pos. | Corridore          | Squadra  | Punti     |
| ---- | ------------------ | -------- | --------- |
| 1    | Jake Stewart       | Groupama | 13h57'25" |
| 2    | Stefano Oldani     | Lotto    | a 1'26"   |
| 3    | Roger Adrià        | Kern     | a 2'46"   |
| 4    | Alexys Brunel      | Groupama | a 3'09"   |
| 5    | Raúl García Pierna | Kern     | a 3'43"   |

### Classifica a squadre
| Pos. | Squadra            | Tempo     |
| ---- | ------------------ | --------- |
| 1    | Lotto Soudal       | 41h53'02" |
| 2    | Ineos Grenadiers   | a 57"     |
| 3    | Groupama-FDJ       | a 4'41"   |
| 4    | Equipo Kern Pharma | a 5'45"   |
| 5    | Bora-Hansgrohe     | a 5'56"   |